# Julia (esposa de Mario)

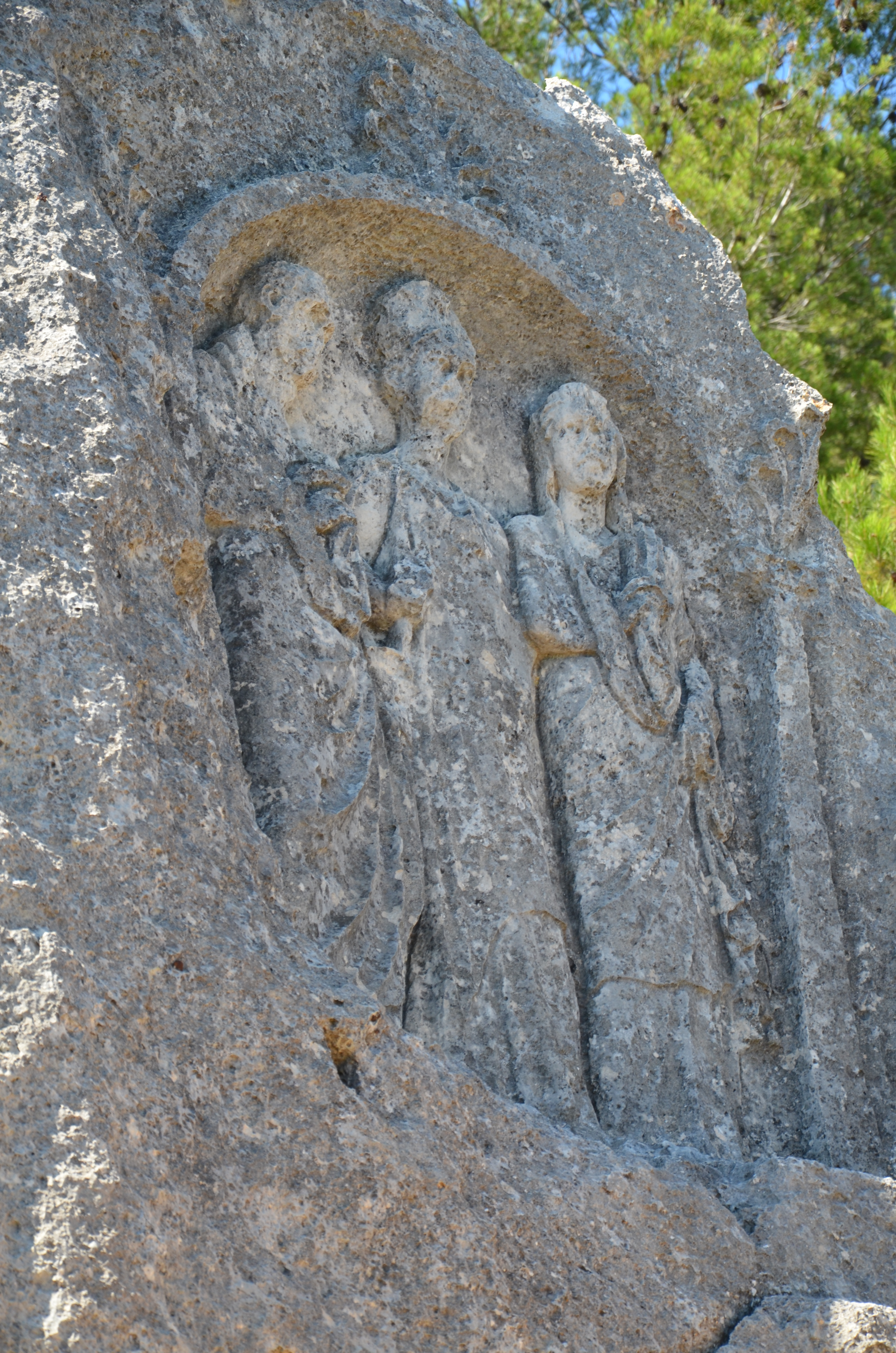
Posible representación de Julia y su esposo Mario

Julia , a veces llamada Julia Maria por su matrimonio con Cayo Mario (c. 130-69 a. C.) fue una dama romana del siglo I a. C. perteneciente a la gens Julia.

## Familia
Julia fue miembro de los Julios Césares, una rama familiar patricia de la gens Julia. Fue hija de Cayo Julio César y Marcia, hermana del cónsul Quinto Marcio Rex; hermana del consular Sexto Julio César y del pretorio Cayo Julio César; y tía del dictador Julio César. Estuvo casada con Cayo Mario con el que tuvo un hijo, Cayo Mario el Joven.

## Semblanza
Su matrimonio con Mario tuvo lugar entre la pretura y el primer consulado de este. Según Plutarco, el hecho de casarse con una mujer patricia fue el que dio a Mario la atención del Senado y lanzó su carrera política. Julia es recordada como una mujer virtuosa que se dedicó a su marido y a su único hijo. Su reputación le permitió mantener su estatus social, incluso después de las persecuciones de Sila contra Mario y sus aliados.
Murió en 69 a. C. y recibió un elogio fúnebre dedicado por su sobrino Julio César, quien aprovechó la ocasión para ensalzar las virtudes de su gens y rememorar el prestigio de Mario.